# Ziębia Dolina
Ziębia Dolina (zwana też Dolina Marii) – dolina w Górach Opawskich, we wschodniej części Lasu Prudnickiego. Położona między wzniesieniami Sępik (356 m n.p.m.), a Ziębią Kopą (Vysoká, 451 m n.p.m.) po stronie czeskiej. Przez jej środek biegnie granica polsko-czeska i przepływa Graniczny Potok (dopływ Trzebinki). Dno doliny znajduje się średnio na wys. 290 m n.p.m.
W czasach niemieckich przez Ziębią Dolinę przebiegał czerwono-żółty szlak pieszy z Prudnika do schroniska na Vysokiej przez Lipno wytyczony przez Morawsko-Śląskie Sudeckie Towarzystwo Górskie. Obecnie biegnie nią żółty szlak z Prudnika do Trzebini (19,5 km).